# Mount Shasta
Mount Shasta és una població dels Estats Units a l'estat de Califòrnia. Segons el cens del 2009 tenia 3.515 habitants.

## Demografia
Segons el cens del 2000, Mount Shasta tenia 3.621 habitants, 1.669 habitatges, i 926 famílies. La densitat de població era de 373,8 habitants/km².
Dels 1.669 habitatges en un 27,9% hi vivien nens de menys de 18 anys, en un 38,1% hi vivien parelles casades, en un 12,3% dones solteres, i en un 44,5% no eren unitats familiars. En el 38% dels habitatges hi vivien persones soles el 16% de les quals corresponia a persones de 65 anys o més que vivien soles. El nombre mitjà de persones vivint en cada habitatge era de 2,14 i el nombre mitjà de persones que vivien en cada família era de 2,83.
Per edats la població es repartia de la següent manera: un 24% tenia menys de 18 anys, un 7,7% entre 18 i 24, un 24,5% entre 25 i 44, un 26,4% de 45 a 60 i un 17,5% 65 anys o més.
L'edat mediana era de 42 anys. Per cada 100 dones de 18 o més anys hi havia 84,5 homes.
La renda mediana per habitatge era de 26.500 $ i la renda mediana per família de 37.313 $. Els homes tenien una renda mediana de 37.697 $ mentre que les dones 18.708 $. La renda per capita de la població era de 20.629 $. Entorn del 14,9% de les famílies i el 19,4% de la població estaven per davall del llindar de pobresa.

## Poblacions més properes
El següent diagrama mostra les poblacions més properes.